# Lucien (Oklahoma)
Lucien es un lugar designado por el censo ubicado en el condado de Noble en el estado estadounidense de Oklahoma. En el Censo de 2010 tenía una población de 88 habitantes y una densidad poblacional de 99,96 personas por km².

## Geografía
Lucien se encuentra ubicado en las coordenadas 36°16′29″N 97°27′18″O / 36.27472, -97.45500. Según la Oficina del Censo de los Estados Unidos, Lucien tiene una superficie total de 1.42 km², de la cual 1.42 km² corresponden a tierra firme y (0%) 0 km² es agua.

## Demografía
Según el censo de 2010, había 88 personas residiendo en Lucien. La densidad de población era de 99,96 hab./km². De los 88 habitantes, Lucien estaba compuesto por el 95.45% blancos, el 0% eran afroamericanos, el 0% eran amerindios, el 0% eran asiáticos, el 0% eran isleños del Pacífico, el 1.14% eran de otras razas y el 3.41% pertenecían a dos o más razas. Del total de la población el 4.55% eran hispanos o latinos de cualquier raza.